# 에드워드 렐프

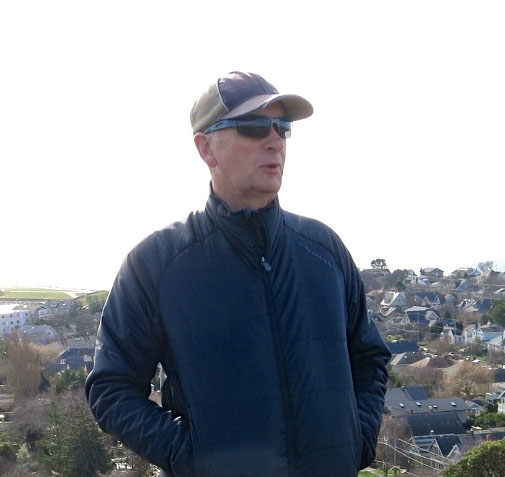

에드워드 "테드" 렐프(영어: Edward "Ted" Relph, 1944년 5월 18일 ~)는 캐나다의 지리학자이다. 저서 《장소와 장소 상실》로 알려져 있다.

## 경력
에드워드 렐프는 웨일스 웨이 밸리에서 자라 런던 대학교와 토론토 대학교의 지리학 합동 연구 과정을 수학했다. 1991년부터 1999년까지 토론토 대학교 스카버러 캠퍼스의 사회학부 학장을 맡았으며, 이후 2008년부터 2010년까지 학장직에 재임되었다. 현재 토론토 대학교 명예교수이다.
현상학적 시각에 기반해 장소에 대한 감각과 이를 경험하는 방식, 장소 정체성에 대한 연구 활동을 펼쳐왔다. 지리학의 근간을 이루는 심리를 장소감(Sense of place)이라 정의하며 장소 다양성을 훼손하는 자본주의 사회와 포스트모던 지리의 복합성에 비판적으로 접근한다.

## 같이 보기
- 디즈니화
- 이 푸 투안